# Charanyca bilinea
Charanyca bilinea là một loài bướm đêm trong họ Noctuidae.